# Tell al-Kebir
Tell al-Kebir (in arabo التل الكبير‎?, ossia grande collina in arabo) è una municipalità (markaz) situata a 110 km a nord-nord-est del Cairo e 75 km a sud di Porto Said ai margini del deserto egiziano, a una quota di 29 m s.l.m..
Amministrativamente fa parte del governatorato di Ismailia.
In tempi antichi la città di On (moderna Matariya) menzionata nella Genesi 41,45 venne identificata come situata a sud ovest del monticello di Tell al-Kebir che, secondo una leggenda egiziana, fu il primo posto in cui avvenne la coltivazione del cotone.
La località è conosciuta per aver fatto da sfondo alla battaglia di Tell al-Kebir, combattuta fra le truppe egiziane comandate da Ahmad Urabi e l'esercito britannico il 14 settembre 1882 durante la guerra anglo-egiziana del 1882.

## Storia

### Relazione con Abu Kabir in Palestina
Le truppe egiziane di Ibrāhīm Pascià conquistarono la città di Giaffa e i suoi dintorni in una battaglia contro le forze dell'Impero ottomano nel 1832. Sebbene il dominio egiziano su quest'area continuò solo fino al 1840, i musulmani egiziani si stabilirono dentro e intorno a Giaffa, fondando tra l'altro il villaggio di "Abu Kabir". Molti egiziani che lo popolavano provenivano da Tell al-Kebir e lo chiamarono con il nome della loro città natale.

### Battaglia di Tell al-Kebir

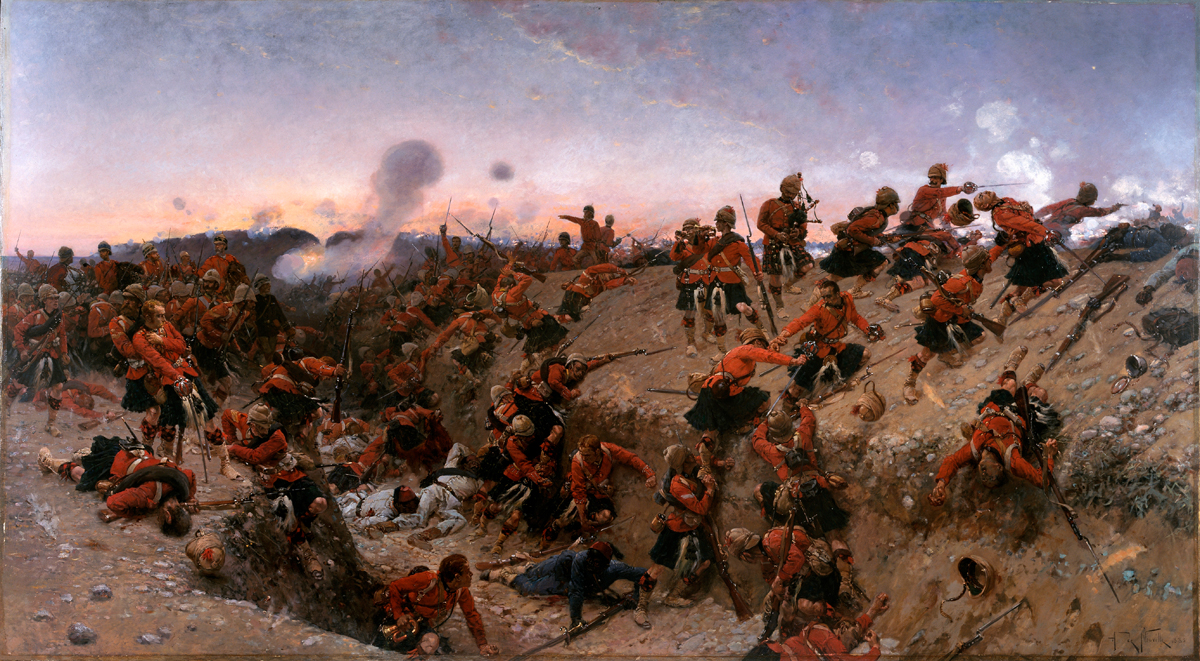
Battaglia di Tell al-Kebir

La battaglia di Tell al-Kebir fu combattuta fra i soldati dell'esercito egiziano, comandati da Ahmad ʿOrābī ed il corpo di spedizione britannico guidato dal generale Garnet Wolseley il 14 settembre 1882, durante la guerra anglo-egiziana del 1882. Il generale Wolseley, dopo aver effettuato un'audace marcia forzata notturna con le sue truppe per portarsi di sorpresa a ridosso delle posizioni difensive egiziane, sferrò la mattina successiva un attacco generale che in breve tempo provocò la completa sconfitta del nemico. La vittoria britannica in questa battaglia decise rapidamente l'esito della guerra e garantì il controllo de facto dell'Egitto da parte dell'Impero britannico fino alla metà del XX secolo

### Prima guerra mondiale

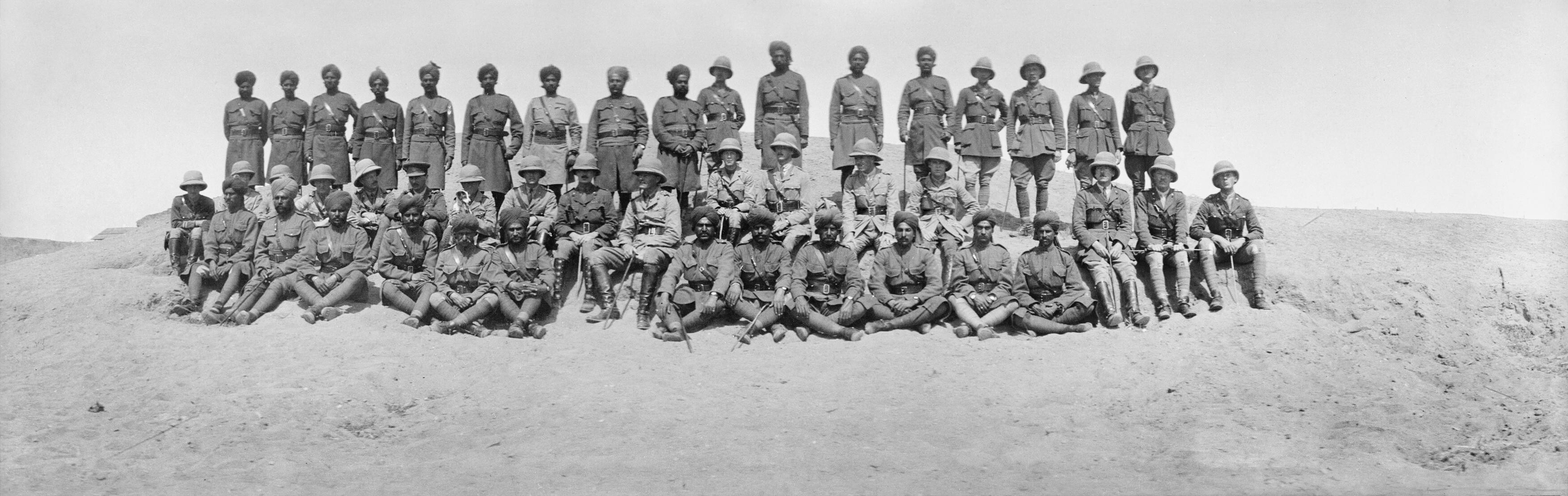
Ufficiali britannici e indiani del 18th King George's Own Lancers a Tel el Kebir nell'aprile 1918.

Durante la Campagna di Gallipoli e quella del Sinai e di Palestina della prima guerra mondiale, Tell El Kebir fu sede del centro di addestramento della First Australian Imperial Force, dell'Australian Stationary Hospital n. 2, e di un grande campo di prigionia. Circa 40.000 australiani si accamparono a Tell El Kebir. Vi fu costruita una ferrovia militare per portare truppe dal campo alle loro navi ad Alessandria e altrove per l'imbarco su navi che li sbarcarono a Gallipoli.

### Seconda guerra mondiale

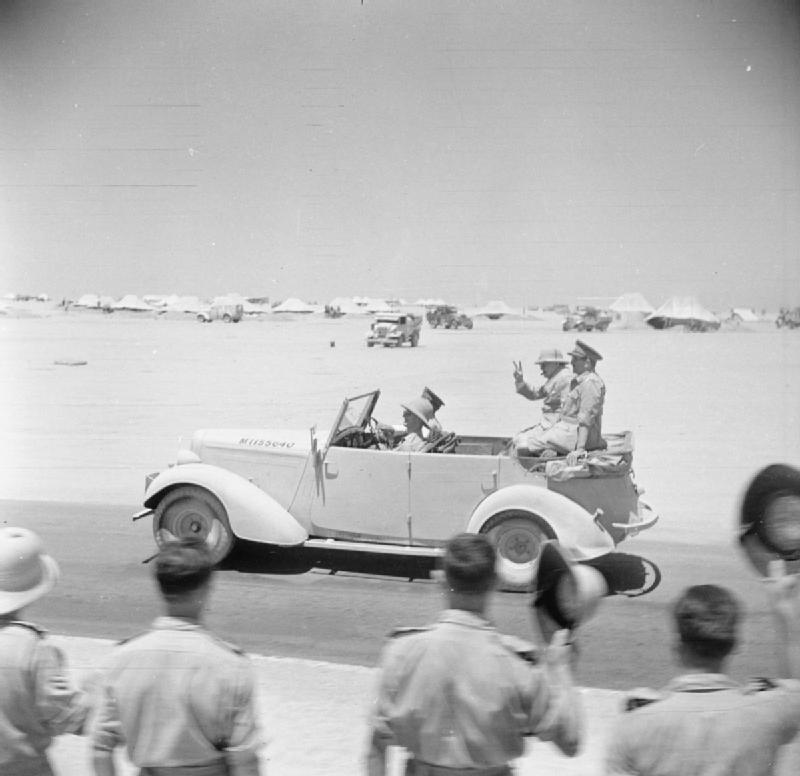
Visita di Winston Churchill alla base di Tell al-Kebir nell'agosto 1942

Durante la Campagna del Nordafrica della seconda guerra mondiale, Tell El Kebir fu la base dei veicoli militari della Eighth Army, di un ospedale militare e di un grande deposito di ricambi e di un'officina di riparazioni. La Base Vehicle Depot Tell El Kebir BVD(E) rimase in servizio per molti anni dopo la guerra ospitando la guarnigione di Tell El Kebir, circondata da un filo spinato e da un campo minato e pesantemente sorvegliata a causa dell'atmosfera tesa in quel momento in Egitto, che riforniva ogni tipo di veicolo usato dall'esercito britannico nel teatro del Medio oriente fino alla crisi di Suez.